# Squadra britannica di Fed Cup
La squadra britannica di Fed Cup (Great Britain Fed Cup team) rappresenta la Gran Bretagna nella Fed Cup, ed è posta sotto l'egida della Lawn Tennis Association. Tenniste inglesi, scozzesi e gallesi possono essere selezionate per la squadra, mentre le nordirlandesi sono selezionabili insieme alle tenniste della Repubblica d'Irlanda nella squadra irlandese.
La squadra partecipa alla competizione dal 1963, anno della prima edizione, non riuscendo tuttavia mai a conquistare il titolo ma perdendo ben quattro finali nel 1967, 1971, 1972 e 1981, rispettivamente contro Stati Uniti, Australia, Sudafrica e ancora Stati Uniti.

## Risultati
| = Incontro del Gruppo Mondiale |

### 2010-2019
| Anno | Turno                          | Data         | Sede               | Avversario    | Punteggio | Esito     |
| ---- | ------------------------------ | ------------ | ------------------ | ------------- | --------- | --------- |
| 2010 | Gruppo I, Fase a gironi        | 3 febbraio   | Lisbona (PRT)      | Bosnia-E.     | 3 – 0     | Vittoria  |
| 2010 | Gruppo I, Fase a gironi        | 4 febbraio   | Lisbona (PRT)      | Austria       | 0 – 3     | Sconfitta |
| 2010 | Gruppo I, Fase a gironi        | 5 febbraio   | Lisbona (PRT)      | Bielorussia   | 2 – 1     | Vittoria  |
| 2010 | Gruppo I, Playoff 5º-8º posto  | 6 febbraio   | Lisbona (PRT)      | Paesi Bassi   | 1 – 2     | Sconfitta |
| 2011 | Gruppo I, Fase a gironi        | 2 febbraio   | Eilat (ISR)        | Svizzera      | 1 – 2     | Sconfitta |
| 2011 | Gruppo I, Fase a gironi        | 4 febbraio   | Eilat (ISR)        | Danimarca     | 2 – 1     | Vittoria  |
| 2011 | Gruppo I, Playoff 5º-8º posto  | 5 febbraio   | Eilat (ISR)        | Croazia       | 2 – 1     | Vittoria  |
| 2012 | Gruppo I, Fase a gironi        | 1º febbraio  | Eilat (ISR)        | Portogallo    | 3 – 0     | Vittoria  |
| 2012 | Gruppo I, Fase a gironi        | 2 febbraio   | Eilat (ISR)        | Paesi Bassi   | 2 – 1     | Vittoria  |
| 2012 | Gruppo I, Fase a gironi        | 3 febbraio   | Eilat (ISR)        | Israele       | 3 – 0     | Vittoria  |
| 2012 | Gruppo I, Playoff              | 4 febbraio   | Eilat (ISR)        | Austria       | 2 – 0     | Vittoria  |
| 2012 | Spareggi Gruppo Mondiale II    | 21-22 aprile | Borås (SWE)        | Svezia        | 1 – 4     | Sconfitta |
| 2013 | Gruppo I, Fase a gironi        | 7 febbraio   | Eilat (ISR)        | Bosnia-E.     | 3 – 0     | Vittoria  |
| 2013 | Gruppo I, Fase a gironi        | 8 febbraio   | Eilat (ISR)        | Portogallo    | 2 – 1     | Vittoria  |
| 2013 | Gruppo I, Fase a gironi        | 9 febbraio   | Eilat (ISR)        | Ungheria      | 2 – 1     | Vittoria  |
| 2013 | Gruppo I, Playoff              | 10 febbraio  | Eilat (ISR)        | Bulgaria      | 2 – 0     | Vittoria  |
| 2013 | Spareggi Gruppo Mondiale II    | 20-21 aprile | Buenos Aires (ARG) | Argentina     | 1 – 3     | Sconfitta |
| 2014 | Gruppo I, Fase a gironi        | 5 febbraio   | Budapest (HUN)     | Lettonia      | 2 – 1     | Vittoria  |
| 2014 | Gruppo I, Fase a gironi        | 7 febbraio   | Budapest (HUN)     | Romania       | 1 – 2     | Sconfitta |
| 2014 | Gruppo I, Fase a gironi        | 8 febbraio   | Budapest (HUN)     | Ungheria      | 1 – 2     | Sconfitta |
| 2014 | Gruppo I, Playoff 9º-12º posto | 9 febbraio   | Budapest (HUN)     | Austria       | 2 – 0     | Vittoria  |
| 2015 | Gruppo I, Fase a gironi        | 4 febbraio   | Budapest (HUN)     | Liechtenstein | 3 – 0     | Vittoria  |
| 2015 | Gruppo I, Fase a gironi        | 5 febbraio   | Budapest (HUN)     | Turchia       | 1 – 2     | Sconfitta |
| 2015 | Gruppo I, Fase a gironi        | 6 febbraio   | Budapest (HUN)     | Ucraina       | 3 – 0     | Vittoria  |
| 2015 | Gruppo I, Playoff              | 7 febbraio   | Budapest (HUN)     | Bielorussia   | 0 – 2     | Sconfitta |